# Phyllostomus discolor
Phyllostomus discolor (Листконіс блідий) — вид родини листконосові (Phyllostomidae), ссавець ряду лиликоподібні (Vespertilioniformes, seu Chiroptera).

## Поширення
Країни поширення: Беліз, Бразилія, Колумбія, Коста-Рика, Сальвадор, Французька Гвіана, Гватемала, Гаяна, Гондурас, Мексика, Нікарагуа, Панама, Перу, Суринам, Тринідад і Тобаго, Венесуела. Мешкає у всіх видах місць проживання.